# Gueldenstaedtia gracilis
Gueldenstaedtia gracilis là một loài thực vật có hoa trong họ Đậu. Loài này được H.B.Cui miêu tả khoa học đầu tiên.